# Fraternité des anglicans confessants
La Fraternité des Anglicans Confessants (en anglais Fellowship of Confessing Anglicans, connue sous le sigle FCA) est un réseau d'églises anglicanes cherchant à faire valoir des positions traditionnelles. Elle opère au sein de la Communion anglicane depuis sa création lors de la conférence GAFCON de 2008 ; elle porte encore couramment le nom de mouvement GAFCON. Cette fraternité est une des composantes du mouvement de réalignement anglican qui a vu un certain nombre de changements d'obédience et de ruptures de communion au sein de la Communion anglicane.

## Origine
À l'origine des difficultés traversées par la communion anglicane est fréquemment citée l'ordination de l'évêque Gene Robinson par l'Église épiscopalienne des États-Unis (ECUSA) en 2003. Il s'agit en effet du premier évêque vivant ouvertement une relation homosexuelle stable. Cette ordination produira des scissions au sein de l'ECUSA, et deviendra rapidement un sujet intéressant l'ensemble des églises de la Communion anglicane où la question des liens d'intercommunion est posée. 
La conférence de Lambeth de 2008, censée réunir tous les évêques du monde anglican, voit les dissensions éclater au jour. Pour protester contre la présence des évêques de l'ECUSA, 150 évêques sur environ 800 boycottent la conférence. Le mois précédent, une conférence parallèle s'est tenue à Jérusalem : la conférence GAFCON (Global Anglican Future CONference)  réunit pas moins de 280 évêques.
C'est au cours de la conférence GAFCON qu'est décidée la pérennisation du mouvement, sous la forme d'une Fraternité des anglicans confessants. Les participants à cette conférence appellent également de leurs vœux la constitution d'une nouvelle église anglicane en Amérique du Nord, existant de façon parallèle à l'ECUSA et à l'Église anglicane du Canada. Ce sera chose faite en 2009 avec la création de l'Église anglicane d'Amérique du Nord (ACNA).

## Profil et revendications des membres de la FCA

### Une fracture géographique et doctrinale
Cette fracture voit s'opposer les dirigeants de la Communion anglicane dans le monde industrialisé, d'un côté, et la majorité des communautés anglicanes du Sud (avec leurs alliés conservateurs en Europe, en Amérique et en Australie) : ainsi 200 évêques africains sur 324 ont refusé de se rendre à la conférence de Lambeth.
Décrite comme une alliance d'anglo-catholiques et d'évangéliques conservateurs s'opposant à la montée des thèses libérales, la Fraternité souhaite restaurer l'autorité de la Bible et conserver la doctrine et la morale anglicanes traditionnelles. Rejetant la responsabilité des divisions sur ceux qui introduisent des doctrines nouvelles, elle présente sa démarche comme un moyen de soutenir les fidèles et d'éviter qu'ils quittent leur église.
À la suite de l'ordination d'Elizabeth Awut Ngor comme évêchesse à Rumbeck au Soudan du Sud, sa consécration est controversée. Lors d'une réunion des primats du GAFCON en 2014, il est convenu de ne pas consacrer de femmes évêchesses tant qu'un groupe de travail sur la question n'a pas terminé son rapport,. Un groupe de travail est constitué en avril 2015 et prend le nom de « Groupe de travail sur les femmes dans l'épiscopat ». Le président du groupe de travail est Samson Mwaluda, et deux femmes sont intégrées à ce groupe : Ruth Senyonyi, dirigeante de la Mother’s Union in Uganda; et Kara Hartley, diacre et archidiacre du diocèse de Sydney,.

### Une communion dans la Communion?
La nouvelle structure possède son propre conseil des primats, comme la Communion anglicane. 
Les responsables de la Fraternité ont insisté à plusieurs reprises sur le fait qu'ils ne comptent ni quitter la Communion anglicane ni fonder une église parallèle. De même, soucieux d'éviter un schisme, l'archevêque de Cantorbéry Rowan Williams, la reine d'Angleterre ont manifesté de la compréhension à l'égard de la FCA. L'ancien archevêque de Cantorbéry, George Carey, leur a manifesté son soutien.
En mai 2011 les primats conservateurs dotent également la fraternité d'un Chairman’s office et d'un global co-ordination office basés respectivement à Nairobi et à Londres, sous la direction de Martyn Minns, évêque missionnaire de l'Église du Nigeria aux États-Unis.

### Critique de la répartition des pouvoirs au sein de la Communion
Un enjeu important est le rôle dévolu aux différents "instruments d'unité" de la Communion anglicane. Les adhérents à la Fraternité des anglicans confessants dénoncent la marginalisation de la conférence des primats au profit d'autres instances qui poussent la Communion dans un sens libéral. 
Ils souhaitent également redéfinir le rôle de l'archevêque de Cantorbéry. Jusqu'à présent, ce dernier, comme garant de l'unité de la Communion, est le point de référence pour fixer les contours de celle-ci : les églises de la Communion sont celles qui sont en communion avec le siège de Cantorbéry. Or pour les membres de la FCA, « L’Église anglicane évolue vers une réalité postcoloniale dans laquelle l’archevêque de Cantorbéry demeure une figure historique, mais n’est plus le seul arbitre de la foi anglicane ».
En mai 2011, toutes ces critiques sont récapitulées dans un document à la tonalité sévères à l'issue d'une rencontre de la conférence des primats conservateurs. L'affaiblissement du pouvoir de la conférence des primats est dénoncée comme contraire aux directives des conférences de Lambeth de 1978 et 1988. La concentration des pouvoirs aux mains de l'archevêque de Cantorbéry et d'une « bureaucratie irresponsable » est dénoncée comme anti-anglicane. Les primats défendent au contraire l'idée d'une ecclésiologie basée sur des églises locales unies dans « l'amour, la fraternité et la vérité ».